# Шубін Владислав Вікторович
Владислав Вікторович Шу́бін (25 квітня 1979 , Орджонікідзе, Дніпропетровська область ) — український футболіст, який виступав на позиції півзахисника

## Біографія
Народився в Орджонікідзе, там же почав займатися футболом у місцевій ДЮСШ. Пізніше навчався у школах дніпропетровського «Дніпра» та київського «Динамо». У 1996 році провів два матчі у першій лізі чемпіонату України з футзалу за дніпропетровський «Металіст».
У великому футболі на професійному рівні дебютував у 1999 році, у складі нікопольського «Металурга», який виступав у першій лізі. Своєю грою привернув увагу клубу найвищого дивізіону — кіровоградської «Зірки», куди і перейшов наступного року.
У вищій лізі дебютну гру провів 4 червня 2000 року, вийшовши в стартовому складі у виїзному матчі проти тернопільської «Ниви». Загалом у своєму першому сезоні в елітному дивізіоні з'являвся на полі 4 рази. За підсумками чемпіонату 1999/00 років «Зірка» посіла останнє місце у турнірній таблиці та вилетіла до першої ліги, граючи в якій Шубін провів за команду ще два сезони.
Залишивши кіровоградський клуб, гравець повернувся до рідного міста, де виступав за місцевий «Авангард» у чемпіонаті Дніпропетровської області. У сезоні 2005/06 грав у другій лізі за південноукраїнську «Енергію», у складі якої провів останній матч на професійному рівні у 2006 році.
Пізніше був гравцем аматорських клубів «Ходак» (Черкаси), «ЛНЗ-Лебедин» та «Ураган» (Золотоноша).
У 2014-2017 роках знову виступав за «Авангард» із рідного міста, на той час перейменованого на Покров.
Пізніше переїхав до Іспанії, працював дитячим тренером в академії клубу «Торрев'єха».

## Особисте життя
Брат, Олексій Шубін, також професійний футболіст.